# SUCNR1
Sukcinatni receptor 1 je protein koji je kod čoveka kodiran SUCNR1 genom.

## Literatura
1. ↑  Wittenberger T, Schaller HC, Hellebrand S (2001). „An expressed sequence tag (EST) data mining strategy succeeding in the discovery of new G-protein coupled receptors”. J Mol Biol. 307 (3): 799—813. PMID 11273702. doi:10.1006/jmbi.2001.4520.
2. ↑  He W, Miao FJ, Lin DC, Schwandner RT, Wang Z, Gao J, Chen JL, Tian H, Ling L (2004). „Citric acid cycle intermediates as ligands for orphan G-protein-coupled receptors”. Nature. 429 (6988): 188—93. PMID 15141213. doi:10.1038/nature02488.
3. ↑  Macaulay IC, Tijssen MR, Thijssen-Timmer DC, Gusnanto A, Steward M, Burns P, Langford CF, Ellis PD, Dudbridge F, Zwaginga JJ, Watkins NA, van der Schoot CE, Ouwehand WH (2007). „Comparative gene expression profiling of in vitro differentiated megakaryocytes and erythroblasts identifies novel activatory and inhibitory platelet membrane proteins”. Blood. 109 (8): 3260—9. PMID 17192395. doi:10.1182/blood-2006-07-036269.
4. ↑  „Entrez Gene: SUCNR1 succinate receptor 1”.

## Dodatna literatura
- Strausberg RL; Feingold EA; Grouse LH;  . (2003). „Generation and initial analysis of more than 15,000 full-length human and mouse cDNA sequences.”. Proc. Natl. Acad. Sci. U.S.A. 99 (26): 16899—903. PMC 139241 . PMID 12477932. doi:10.1073/pnas.242603899.
- Gerhard DS; Wagner L; Feingold EA;  . (2004). „The status, quality, and expansion of the NIH full-length cDNA project: the Mammalian Gene Collection (MGC).”. Genome Res. 14 (10B): 2121—7. PMC 528928 . PMID 15489334. doi:10.1101/gr.2596504.